# Abbaye d'Auhausen
L’abbaye d'Auhausen est une ancienne abbaye bénédictine à Auhausen.

## Géographie
L'abbaye se situe à Auhausen, entre Oettingen et Wassertrüdingen, sur l'actuelle Klosterstrasse. L'église abbatiale Sainte-Marie (de) est le point de repère et est représentée dans le blason de la commune. Cette abbaye est confondu avec l'abbaye d'Anhausen an der Brenz depuis le Moyen Âge.

## Histoire
Selon la légende fondatrice, l'abbaye d'Auhausen sur la rivière Wörnitz au Xe siècle doit être considérée comme l'expiation du comte Ernst von Truhendingen (de) ; Hartmann von Lobdeburg (mort en 958) serait cofondateur. Cette légende remonte probablement à un document de 959 conservé au monastère, dans lequel un comte Ernst et un certain Hartmann sont nommés. Friedrich Jacobi, de son côté, considère Hartmann von Lobdeburg (de) comme le seul donateur et le justifie par l'absence d'image d'un Truhendingen dans la chapelle des chevaliers, qui n'existe plus aujourd'hui, où les donateurs sont montrés à genoux en taille réelle et le fait qu'aucun des Truhendinger n'est enterré à Auhausen. Une troisième variante dit que la sœur du comte Ernst von Truhendingen était mariée à Hartmann von Lobdeburg. Cela expliquerait la fondation des deux maisons de la noblesse de manière compréhensible. En fait, le monastère consacré à sainte Marie et aux saints Gothard et Georges n'est fondé que dans le premier tiers du XIIe siècle par la noblesse locale d'Auhausen dans le cadre de la réforme de Hirsau. Un acte de fondation disparaît, on ne sait pas non plus l'abbaye mère qui fournit les premiers moines, on peut supposer qu'ils viennent de l'abbaye de Neresheim. La famille fondatrice est la maison d'Auhausen, dont le géniteur est Hartmann, nommé 959. Après un "Hartmann von Auhausen" documenté à Naumbourg en 1133, la famille noble s'installe au Lobdeburg (de) en Thuringe. Une branche de la famille s'installe au château d'Alerheim (de) dans l'astroblème du Nördlinger Ries.
Lorsque l'abbaye est fondée, une église Sainte-Marie existante est probablement reprise comme église abbatiale. L'abbaye est mentionnée pour la première fois dans une charte de privilèges du pape Innocent II en 1136. À ce moment-là, l'abbaye est fondée il y a quelques années. En 1157, un certificat de privilège du pape Adrien IV confirme en détail les propriétés de l'abbaye. Plus tard, d'autres possessions sont ajoutées, en partie par le biais de fondations, en partie par l'achat et l'échange. Certaines propriétés sont loin. Avant 1181, Berthold von Thannbrunn lègue une ferme à Frickenhausen-sur-le-Main et finalement son siège ancestral à Thannbrunn dans ce qui deviendra plus tard le Haut-Palatinat. Vers 1160, selon des chroniques en 1228, Marcward et son frère Adilbert von Craginhei (Cronheim) se soumettent à un jugement arbitral du comte Ludwig von Oettingen en faveur de l'abbaye. Au XIIIe siècle, Adelheid von Absberg (de), issu de la maison d'Hürnheim (de), donne l'hôpital monastique pour les pauvres avec un riche don de biens autour de Gunzenhausen. Le « grand don » annuel, un don de pain et d'argent aux pauvres le 4e dimanche de Carême, attire de nombreuses personnes dans le besoin et se poursuit par le bureau de l'administrateur de l'abbaye même après la fermeture de l'abbaye.
Sous l'abbé Sifrid, le pape Grégoire IX incorpore en 1232 l'église paroissiale d'Auhausen dans l'abbaye. Trois ans plus tard, l'évêque d'Eichstätt Heinrich von Ravensburg approuve solennellement l'incorporation à la condition que l'abbé soit responsable envers lui et ses successeurs en matière spirituelle. En 1273, les Lobdeburg, maintenant divisés en trois lignes dans la région de Thuringe, publient trois documents identiques avec lesquels ils confirment les droits et libertés de l'abbaye accordés par leurs ancêtres. L'abbaye bénédictine, devenue depuis impériale, reçoit plusieurs indulgences entre 1334 et 1337 pour son image miraculeuse de l'Annonciation dans l'église abbatiale ; le clocher sud de l'église abbatiale est construite en 1334. En 1354, l'abbaye obtient des privilèges de l'empereur Charles IV ; l'abbé et ses successeurs sont nommés aumôniers impériaux avec ce document. Vers la fin du XIVe siècle, l'abbaye a des difficultés économiques pour des raisons inconnues et doit vendre des domaines.
Au XVe siècle, il y a des différends juridiques avec les comtes d'Oettingen, qui oppriment le monastère. Les burgraves de Nuremberg et plus tard les margraves de Brandebourg-Ansbach tournent leur politique territoriale vers la propriété du monastère. Le long processus évolutif d'oppression et de perte des libertés royales s'achève au XVIe siècle avec la Réforme protestante et la guerre des Paysans allemands, notamment en mai 1525. En 1530, le "dernier et le plus important abbé", Georg Truchseß von Wetzhausen (de), s'enfuit au couvent des Dominicains d'Eichstätt (de) comme chef de l'opposition catholique dans le margraviat d'Eichstätt au cours de la Réforme, à laquelle son souverain, Georges de Brandebourg-Ansbach, s'est converti ; il avait presque entièrement reconstruit l'abbaye et l'avait meublé de riches trésors artistiques. En 1534, Auhausen fait l'objet d'une administration ; les moines restants peuvent continuer leur vie monastique pendant trois ans. En 1537, le margrave introduit un nouvel ordre monastique protestant et met fin au catholicisme. Le dernier prieur d'Auhausen, Johann Fabri, suit son abbé Georg en exil à Eichstätt, où il meurt en 1556.
L'église abbatiale romane est aujourd'hui l'église paroissiale protestante de Sainte-Marie. Les bâtiments du monastère et la chapelle des chevaliers, lieu de sépulture des familles aristocratiques mineures de la région, sont en grande partie démolis au XIXe siècle.
En 1608, les princes protestants de l'empire se réunissent à l'abbaye d'Auhausen pour former l'Union protestante.